# Przeciwciała antyfosfolipidowe
Przeciwciała antyfosfolipidowe – niejednorodna grupa autoprzeciwciał klas IgG, IgM i IgA skierowanych przeciw określonym ujemnie naładowanym fosfolipidom oraz wiążącym fosfolipidy białkom osocza. Jednym z takich fosfolipidów jest kardiolipina, stąd dawniej używana także nazwa przeciwciała antykardiolipinowe. Schorzenie nazywane zespołem antyfosfolipidowym wiąże się z obecnością przeciwciał antyfosfolipidowych we krwi.
Ważne znaczenie w rozwoju zespołu antyfosfolipidowego odgrywa kofaktor β-2 glikoproteina I, ponieważ, jak się obecnie uważa, warunkuje on działanie prozakrzepowe przeciwciał antyfosfolipidowych. Inne kofaktory to: protrombina, białko S, białko C, trombomodulina i aneksyna.
Nie zawsze obecność przeciwciał antyfosfolipidowych ma znaczenie patologiczne. Niekiedy te przeciwciała pojawiają się w przebiegu zakażeń bakteryjnych, wirusowych i pasożytniczych (np. kiły). Znane są także przypadki pojawiania się we krwi przeciwciał antyfosfolipidowych przy stosowaniu niektórych leków (np. hydralazyna, prokainamid, chinidyna, chloropromazyna).
Ta klasa niepatogennych przeciwciał antyfosfolipidowych należy do immunoglobulin M i jest określana jako przeciwciała antyfosfolipidowe β-2GPI-niezależne.